# Konstytucja San Marino
Konstytucja San Marino – Republika San Marino nie ma jednego aktu o charakterze konstytucji. Ustrój państwa regulują akty prawne różnej rangi, a także zwyczaje konstytucyjne. Najważniejsze akty prawne omówiono poniżej. Cały system prawny Republiki, a wraz z nim system konstytucyjny bazuje w znacznej mierze na dorobku prawa rzymskiego.

## Statut Republiki San Marino

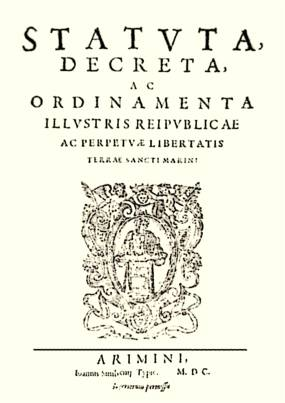
Strona tytułowa Statutu

Pierwszy akt prawny regulujący zasady funkcjonowania republiki powstał już w roku 1263. Pełnym aktem, przez niektórych uważanych za pierwszą spisaną konstytucję na świecie był statut z 8 października 1600 roku. Jego autorem jest Camillo Bonelli. Został napisany w języku łacińskim, a tytuł oryginalny to – Statuta Decreta ac Ordinamenta illustris Reipublicae ac Perpetuae Libertatis Terrae Sancti Marini. Dokument, dzielący się na sześć ksiąg, objął swoim zakresem instytucje i praktyki władzy wykonawczej i wymiaru sprawiedliwości w tym czasie.
Sześć ksiąg statutu to:
- I – zawiera 62 artykuły dotyczące zadań i działania najważniejszych organów państwa, m.in. kapitanów regentów, czy Wielkiej Rady Generalnej
- II – zwana Civilium Causarum – liczy 75 artykułów i zawiera normy z zakresu prawa cywilnego
- III – zwana Maleficiorum – liczy 74 artykuły obejmujących prawo karne materialne.
- IV – zwana De Appellationibus – liczy 15 artykułów dotyczących sędziów i ich pracy
- V – zwana Extraordinarium – liczy 46 artykułów dotyczących wielu pobocznych kwestii, takich jak drogi, przepisy sanitarne
- VI – zawiera 42 artykuły dotyczące procedur odszkodowawczych za szkody wyrządzone w związku z wykonywaniem działalności prywatnych.

## Deklaracja Praw Obywateli
Pełna nazwa to: Deklaracja praw obywateli i fundamentalnych zasad porządku San Marino. Akt ten zawiera katalog praw podmiotowych. Została przyjęta 12 lipca 1974. Deklaracja została zmieniona w 2002.